# Sandra Izbașa
Sandra Izbașa (ur. 18 czerwca 1990 w Bukareszcie) – rumuńska gimnastyczka, czterokrotna medalistka olimpijska.
Specjalizuje się w ćwiczeniach wolnych i na równoważni. Jest trzykrotną medalistką mistrzostw świata i pięciokrotną mistrzynią Europy.
Izbasa przeszła na emeryturę w 2013 roku. W 2015 roku chciała wrócić do rywalizacji, ale próba nie poszła dobrze. Obecnie jest trenerką i public relations w klubie Steaua.

## Osiągnięcia
| Rok  | Zawody               | Miasto    | Miejsce | Konkurencja             | Punktacja |
| ---- | -------------------- | --------- | ------- | ----------------------- | --------- |
| 2006 | Mistrzostwa świata   | Århus     | 3       | Wielobój indywidualnie  | 60.250    |
| 2006 | Mistrzostwa świata   | Århus     | 2       | Ćwiczenia na równoważni | 15.500    |
| 2007 | Mistrzostwa świata   | Stuttgart | 3       | Wielobój drużynowo      | 178.100   |
| 2008 | Igrzyska olimpijskie | Pekin     | 3       | Wielobój drużynowo      | 181.525   |
| 2008 | Igrzyska olimpijskie | Pekin     | 1       | Ćwiczenia wolne         | 15.650    |
| 2012 | Igrzyska olimpijskie | Londyn    | 3       | Wielobój drużynowo      | 176.414   |
| 2012 | Igrzyska olimpijskie | Londyn    | 1       | Skok                    | 15.191    |